# 熊本県民総合運動公園

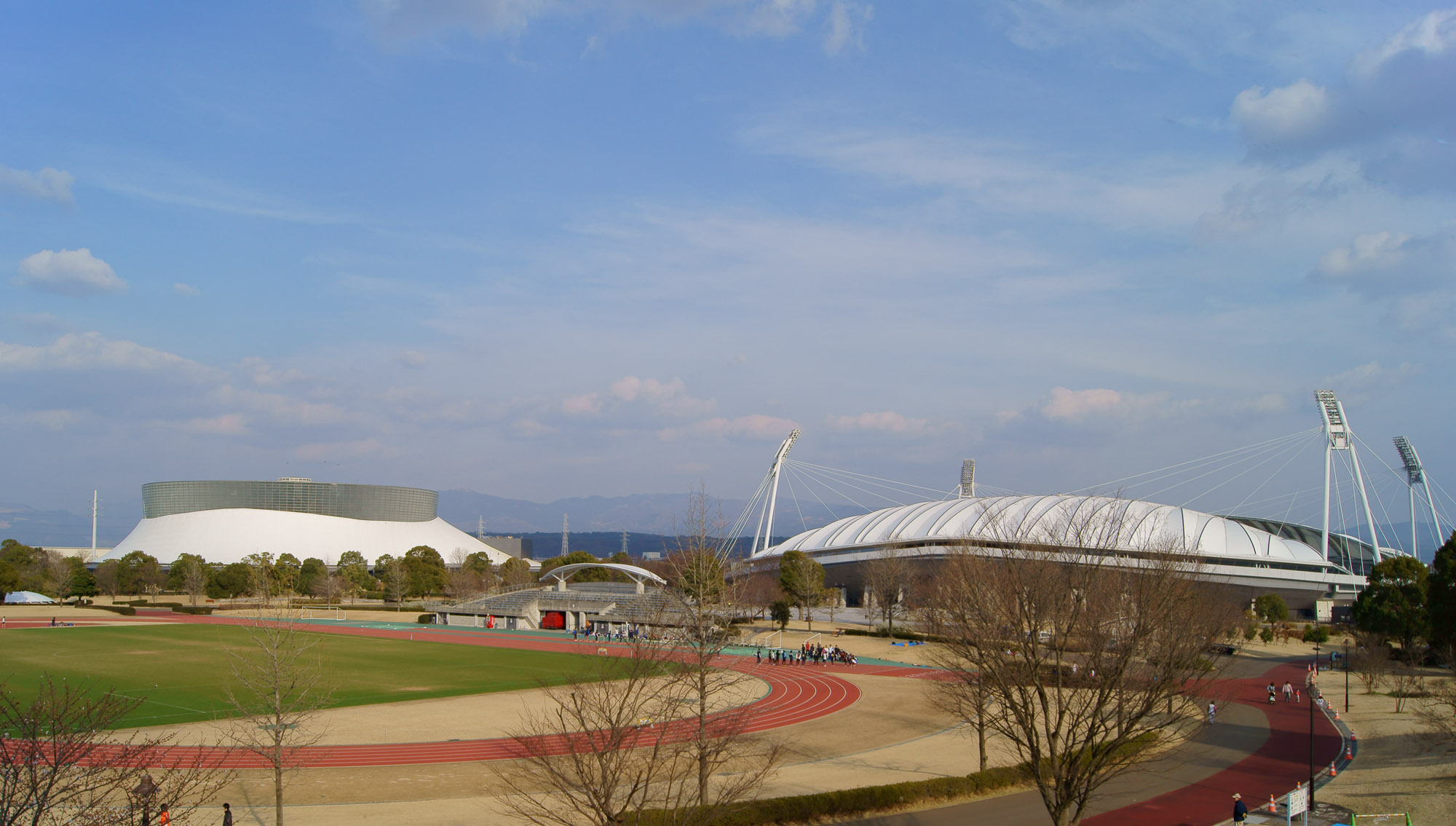
（左から）パークドーム、補助競技場、KKWING

熊本県民総合運動公園（くまもとけんみんそうごううんどうこうえん）は、熊本県熊本市東区平山町にある都市公園。敷地および施設は熊本県が所有し、熊本県スポーツ振興事業団・ミズノグループが指定管理者として運営管理を行っている。

## 概要
熊本市内の託麻三山（神園山・小山山・戸島山）の北側に位置する。3期にわたる整備で敷地総面積は99.6ha（ヘクタール）におよび、東西の直線距離が2キロメートルほどにもなる細長い敷地である。

### 第一期整備
当初計画としては、運動公園ソーンとしての43.6haに加え、雇用促進事業団が建設する勤労者総合福祉センターと一体で活用する13.6haのゾーンが含まれ、計58.5haの造成が1972年（昭和47年）から開始された。
1975年9月には、宿泊施設を持つ熊本勤労者総合福祉センター（火の国ハイツ）が開業した。1978年5月1日にスポーツ施設の一部が供用開始、同年11月11日に正式開園を迎えた。この段階では弓道場や和風庭園など第3工区の施設のいくつかが未完成であったが、1982年11月にすべて竣工し同年12月1日に竣工式が開催された。

### 第二期整備
開園後は年間約150万人の利用実績があり、特に14面のテニスコートはキャンセル待ちが出る盛況となった。このため、1987年から隣接地に16面のテニスコートを増設する整備計画が始まり、1991年に竣工した。これにより公園の敷地面積は63.1haに拡張され、年間利用者数は1994年度実績で250万人に達した。

### 第三期整備
第二期整備の時点で、1999年のくまもと未来国体に向けた施設整備の必要性は認識されていた。1989年には、秋季大会主会場となる陸上競技場を含む新施設を整備するため、東側の隣接地約35haの整備拡張計画が決定した。
具体的な整備内容は1991年3月に第54回国民体育大会主会場整備基本計画として策定され、これに基づいて主会場となる陸上競技場、補助競技場、荒天時に開会式等を行うための屋内運動広場の整備が決定した。1992年に都市計画決定と事業認可を経て整備が開始された。このうち屋内運動広場は、世界男子ハンドボール選手権大会の誘致に伴って主会場として用いられるため、一足早く1997年3月に竣工した。その後第一種公認陸上競技場が1998年3月に竣工し、公園の総敷地面積は99.6haとなった。
この間、県が保有するスポーツ施設の一元管理を目的として1996年に財団法人熊本県スポーツ振興事業団が設立され、公園の管理を担うこととなった。
2002年のFIFAワールドカップの際には、ベルギー代表が当地でキャンプを行った。この時は、陸上競技場、補助競技場、屋内運動広場（人工芝）、サッカー場、ラグビー場、スポーツ広場の計6面を練習用フィールドとして用いた。
2006年に指定管理者制度が導入されてからも引き続き熊本県スポーツ振興事業団が指定管理者として単独で管理を行ってきたが、2011年以降はミズノ株式会社との共同管理となった。

## 施設

### 陸上競技場
愛称はKKWING。施設命名権により「えがお健康スタジアム」の呼称を用いている。日本陸上競技連盟の第1種公認を受けた陸上競技場である。公園の南端に位置する。フィールド部分はサッカーなどの競技でも用いられ、Jリーグのロアッソ熊本がホームスタジアムとして利用している。

### 屋内運動広場
愛称はパークドーム熊本。公園の東端に位置する。陸上競技場とは市道を挟んで北東側にあるが、公園内の陸橋で相互に行き来が可能である。1997年世界男子ハンドボール選手権の会場として用いられた。

### 補助競技場
KKWINGの第1種公認を得るために整備された。KKWINGの北西側に隣接する。日本陸上競技連盟の第3種公認競技場でもある。
- 日本陸上競技連盟第3種公認
- フィールド：天然芝
- トラック：400m×6レーン（直走8レーン）、全天候舗装
- 収容人数：8,000人（座席数約1,000・メインスタンド中央部のみ固定座席、他は芝生席）

### スポーツ広場
スポーツ広場（スポーツひろば）は、陸上競技場と補助競技場に続く第3の陸上競技場。公園のほぼ中央部に位置する。
- トラック：400m×6レーン、クレー
- フィールド：天然芝
- 収容人数：1,500人（座席数300・メインスタンド中央部のみ固定座席、他は芝生席）

### 研修・宿泊施設

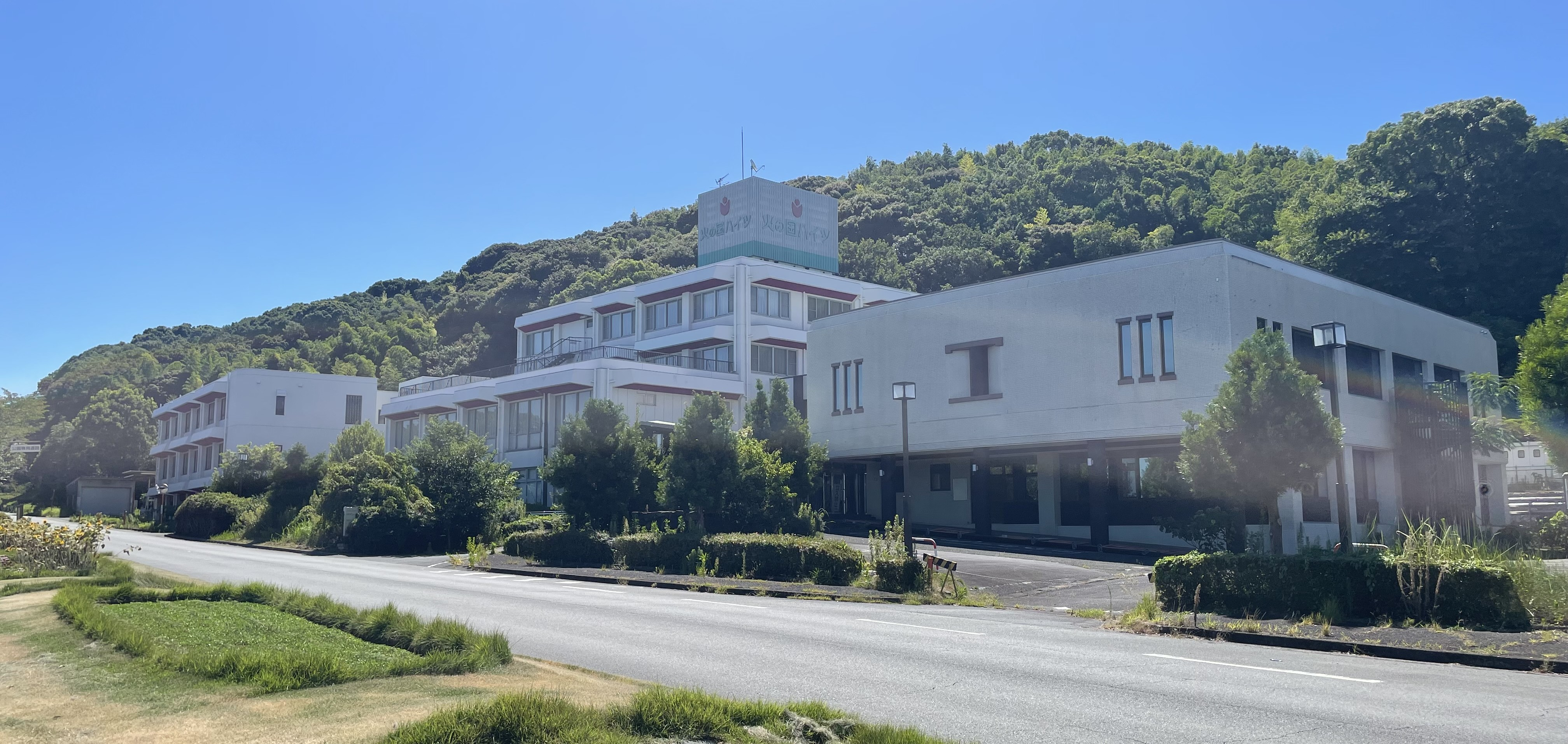
火の国ハイツ

雇用促進事業団によって建設された勤労者総合福祉センター（通称・火の国ハイツ）が公園西端に立地していた。運営は財団法人熊本勤労総合福祉センターが行っていたが、事業団の廃止に伴って同法人に払い下げられた。2013年には運営組織が一般財団法人火の国ハイツに改組し営業を継続したが、コロナ禍の影響で2021年6月30日に営業を終了した。

### その他の施設
- ラグビー場（1面）
- サッカー場（1面）
- 軟式野球場（2面）
- ソフトボール場（2面）
- テニスコート（オムニ8面、クレー22面）
- 体育館
- 弓道場
- 相撲場
- 投てき場
- 多目的グラウンド（3面）
- ゲレンデ（人工芝）

この他、園内には天然芝の広場なども整備され、またジョギングコース、サイクリングコースなどが設定されている。神園山の北側部分も公園に含まれ、トレッキングコースとなっている。

## 交通アクセス

### 鉄道
- JR九州豊肥本線
  - 光の森駅からタクシーで10分。

### バス
- 熊本駅前または桜町BTから以下の路線に乗車。(いずれも桜町BTから41分)
  - F1-1・F1-2 子飼・供合経由東熊本第二病院・光の森産交行きで「運動公園入口」下車(九州産交バス)
  - G1-5 警察学校・日赤病院経由免許センター行きで「パークドーム熊本前」下車(熊本都市バス)

### 自動車
- メイン駐車場（1,000台）
- ドーム駐車場（500台）
- その他駐車場（3ヵ所）